# Bi-Polar
Bi-Polar è il quarto album in studio del rapper statunitense Vanilla Ice, pubblicato nel 2001.

## Tracce
1. Introduction – 0:11
2. Nothing Is Real (Ice, Train, Feat, Josh Brainard, Roy Mayorga, Jason Mendelson) – 4:26
3. Molton (Ice, "T" Tim McMurtrie, Chris "Hitman" Antonopoulos) – 3:13
4. Mudd Munster (Ice, Feat, Billy Milano, Josh Brainard, Roy Mayorga, Jason Mendelson) – 3:24
5. Exhale (Ice, Feat, "T" Tim McMurtrie, Billy Milano) – 2:56
6. Hate (Ice) – 5:24
7. Primal Side (Ice, Feat, Josh Brainard, Roy Mayorga, Jason Mendelson) – 5:23
8. I Know (Ice, "T" Tim McMurtrie, Rod J) – 4:43
9. Hip Hop Intro – 0:10
10. Hip Hop Rules (Ice, Train, Feat, La The Darkman) – 4:32
11. O.K.S. (Ice, Feat, Cyco, DJ Street) – 3:40
12. Dirty South (Ice, Zero, Feat, Zeno, Rod-J, Calico) – 3:42
13. Hot Sex (Ice, Bob Kakaha, REM) – 4:50
14. Unbreakable (Ice, Feat, La Tha Darkman) – 3:09
15. Detonator (Ice, Feat, Train) – 3:38
16. Elvis Killed Kennedy (Ice, Feat, Mista Chuck A.K.A. Chuck D, Rahan) – 3:40
17. Insane Killas (Ice, Train, Feat, Insane Clown Posse, La Tha Darkman, Zeno) – 5:02
18. Tha Weed Song (Ice, Zeno, Blu, Feat, Rahan) – 5:15
19. Get Your Ass Up (Ice, Feat, Pearla, Zeno) – 2:53
20. Crash And Burn (Phone Message—Ross Robinson) – 0:47
21. Vampiro (Phone Message—ICP) – 0:13
22. MC & Slasher (Phone Message—Jeramy McGrath, Victor Sheldon) – 0:10
23. Anthropology 101 (Phone Message—Zero) – 0:15
24. White Trash (Ice—Quote From Cape Fear ) – 0:26